# Bănești (Telenești)
Bănești è un comune della Moldavia situato nel distretto di Telenești di 3.119 abitanti al censimento del 2004.

## Località
Il comune è formato dall'insieme delle seguenti località (popolazione 2004):
- Bănești (2.319 abitanti)
- Băneștii Noi (800 abitanti)